# 주조역 (교토 시영 지하철)
주조역(일본어: 十条駅, じゅうじょうえき)은 일본 교토부 교토시 미나미구에 있는 교토 시영 지하철 가라스마 선의 역이다. 역 번호는 K13이다.

## 역 구조
주조도리와 가라스마도리가 교차하는 주조카라스마 사거리 지하에 위치하고 섬식 승강장 1면 2선의 지하역이다. 개찰구는 1개소뿐이다.

### 승강장
| 1 | ○ 가라스마 선 | 다케다・신타나베・긴테쓰나라 방면         |
| 2 | ○ 가라스마 선 | 교토・가라스마오이케・고쿠사이카이칸 방면 |

## 역 주변
- 니시무라 제작소
- 닌텐도 본사
- 게이한 버스 본사
- 교토 후다노쓰지 우체국
- 주조도리
- 가라스마도리

## 역사
- 1988년 6월 11일: 영업 개시.
- 2007년 4월 1일: PiTaPa 공용 개시.
- 2010년 4월[1]: 역명판 아래에 인근 시설 명칭("NS슬리터 니시무라 제작소 앞")이 광고로 부기됨.

## 인접역
| 교토 시 교통국 ■ 가라스마 선 | 교토 시 교통국 ■ 가라스마 선 | 교토 시 교통국 ■ 가라스마 선 |
| ---------------------------- | ---------------------------- | ---------------------------- |
| K12 구조 고쿠사이카이칸 방면 |                              | K14 구이나바시 다케다 방면   |